# Nescio (nummer)
Nescio is een nummer van de Nederlandse band Nits (destijds nog The Nits geheten). Het nummer verscheen op hun derde studioalbum Omsk uit 1983. In februari van dat jaar werd het nummer in Europa uitgebracht als de eerste single van het album.

## Achtergrond
Nescio is geschreven door zanger Henk Hofstede en geproduceerd door de gehele band. Het nummer is geïnspireerd door het verhaal De uitvreter van J.H.F. Grönloh, het orthoniem (de oorspronkelijke naam) van schrijver Nescio. Dit verhaal gaat over Japi, die op kosten van anderen leeft en uiteindelijk zelfmoord pleegt door van een brug te springen. In het nummer, waarin het eerste en laatste couplet in het Italiaans wordt gezongen, blijft Japi echter wel in leven nadat hij van de brug is gesprongen en maakt hij een lange zwemtocht. Hofstede heeft beweerd dat hij Japi een beter einde wilde geven dan dat Nescio hem had gegeven; hij laat hem overleven en naar Italië zwemmen.
In Nescio experimenteerde Hofstede met nieuwe elementen binnen de new wave-muziek, omdat hij de nummers binnen dit genre van eerdere albums van de band te hedendaags vond. Hij baseerde zich vooral op elementen uit de opera. Vanaf dit album en nummer werd Robert Jan Stips een belangrijk bandlid, en op latere albums van de band werd meer ruimte gecreëerd voor piano- en synthesizerspel. Op het nummer zijn Mathilde Santing en Fay Lovski als achtergrondzangeressen te horen.
Nescio werd de grootste hit van The Nits; het zorgde voor de enige top 10-notering van de groep. 
In Nederland werd de plaat op maandag 14 maart 1983 door dj Frits Spits en producer-invaller Tom Blomberg in het populaire radioprogramma De Avondspits verkozen tot de 237e NOS Steunplaat van de week op Hilversum 3 en werd een grote hit in de destijds drie landelijke hitlijsten op de nationale publieke popzender. De plaat bereikte de 8e positie in de Nederlandse Top 40, de 10e positie in de Nationale Hitparade en de 9e positie in de TROS Top 50. In de Europese hitlijst op Hilversum 3, de TROS Europarade, werd géén notering behaald.
In België stond de plaat vijf weken genoteerd in de voorloper van de Vlaamse Ultratop 50, met een 19e positie als hoogste notering.. In de Vlaamse Radio 2 Top 30 werd de 14e positie bereikt. In Wallonië werd géén notering behaald.
Sinds de allereerste editie in december 1999 staat de plaat onafgebroken genoteerd in de jaarlijkse NPO Radio 2 Top 2000 van de Nederlandse publieke radiozender NPO Radio 2, met als hoogste notering tot nu toe een 211e positie in 2000.

## Hitnoteringen

### Nederlandse Top 40
| Hitnotering: 26-03-1983 t/m 14-05-1983 | Hitnotering: 26-03-1983 t/m 14-05-1983 | Hitnotering: 26-03-1983 t/m 14-05-1983 | Hitnotering: 26-03-1983 t/m 14-05-1983 | Hitnotering: 26-03-1983 t/m 14-05-1983 | Hitnotering: 26-03-1983 t/m 14-05-1983 | Hitnotering: 26-03-1983 t/m 14-05-1983 | Hitnotering: 26-03-1983 t/m 14-05-1983 | Hitnotering: 26-03-1983 t/m 14-05-1983 | Hitnotering: 26-03-1983 t/m 14-05-1983 |
| Week                                   | 1                                      | 2                                      | 3                                      | 4                                      | 5                                      | 6                                      | 7                                      | 8                                      |                                        |
| -------------------------------------- | -------------------------------------- | -------------------------------------- | -------------------------------------- | -------------------------------------- | -------------------------------------- | -------------------------------------- | -------------------------------------- | -------------------------------------- | -------------------------------------- |
| Positie                                | 23                                     | 13                                     | 12                                     | 10                                     | 8                                      | 12                                     | 27                                     | 40                                     | uit                                    |

### Nationale Hitparade
| Hitnotering: 02-04-1983 t/m 14-05-1983 | Hitnotering: 02-04-1983 t/m 14-05-1983 | Hitnotering: 02-04-1983 t/m 14-05-1983 | Hitnotering: 02-04-1983 t/m 14-05-1983 | Hitnotering: 02-04-1983 t/m 14-05-1983 | Hitnotering: 02-04-1983 t/m 14-05-1983 | Hitnotering: 02-04-1983 t/m 14-05-1983 | Hitnotering: 02-04-1983 t/m 14-05-1983 | Hitnotering: 02-04-1983 t/m 14-05-1983 |
| Week                                   | 1                                      | 2                                      | 3                                      | 4                                      | 5                                      | 6                                      | 7                                      |                                        |
| -------------------------------------- | -------------------------------------- | -------------------------------------- | -------------------------------------- | -------------------------------------- | -------------------------------------- | -------------------------------------- | -------------------------------------- | -------------------------------------- |
| Positie                                | 14                                     | 10                                     | 11                                     | 16                                     | 28                                     | 28                                     | 48                                     | uit                                    |

### TROS Top 50
Hitnotering: 24-03-1983 t/m 12-05-1983. Hoogste notering: #9 (1 week).

### NPO Radio 2 Top 2000
| Nummer met noteringen in de NPO Radio 2 Top 2000 | '99 | '00 | '01 | '02 | '03 | '04 | '05 | '06 | '07 | '08 | '09 | '10 | '11 | '12 | '13 | '14 | '15  | '16  | '17  | '18  | '19  | '20  | '21  | '22  | '23  | '24  |
| ------------------------------------------------ | --- | --- | --- | --- | --- | --- | --- | --- | --- | --- | --- | --- | --- | --- | --- | --- | ---- | ---- | ---- | ---- | ---- | ---- | ---- | ---- | ---- | ---- |
| Nescio                                           | 340 | 211 | 352 | 436 | 311 | 558 | 513 | 635 | 815 | 560 | 738 | 625 | 711 | 747 | 891 | 860 | 1202 | 1194 | 1151 | 1629 | 1376 | 1320 | 1509 | 1472 | 1594 | 1665 |

1. ↑  Een vetgedrukt getal geeft de hoogste notering aan.